# (7457) Veselov
(7457) Veselov (1982 SL6) – planetoida z pasa głównego asteroid okrążająca Słońce w ciągu 4,54 lat w średniej odległości 2,74 j.a. Odkryta 16 września 1982 roku.